# 嚴琯聰
嚴琯聰（越南语：／，1868年—1935年），原名嚴瑞應（／），越南阮朝官員。

## 生平
嚴琯聰是河內省應和府山朗縣和舍社（今屬河內市應和縣和舍社）人，祖父嚴念（原名嚴恕）爲嗣德二十年丁卯科舉人。兄長嚴珠慧爲成泰九年（1897年）丁酉科河南場舉人。弟弟嚴環戀曾任知縣。
1923年，由慈山知府換海陽按察使。
1927年，時任海陽省二項按察使，陞一項按察使，對授正四品鴻臚寺卿。1928年，改任太原按察使。
後以巡撫銜致仕。
根據家譜網站Geni.com，嚴琯聰於1935年逝世。但是根據1936年4月《河城午報》的報導，嚴琯聰於該月參加了河東省的活動。